# Lista de episódios de Tiny Toon Adventures

## Primeira temporada(65 episódios,1990-1991)
- 1.Pernalonga apresenta os Tiny Toons
- 2.Um pato muito louco
- 3.A roda da comédia
- 4.Prova tensa
- 5.A turma do Perninha
- 6.Sua alteza maluca
- 7.Plucky em Hollywood
- 8.Viagem ao centro de Acme City
- 9.É hora do Perninha
- 10.Coisas que assustam pela noite
- 11.Em busca de um pequenino
- 12.Começando do zero
- 13.Cidadão Valentino
- 14.Uma noite arrepiante
- 15.Histórias da cidade grande
- 16.Além da falta de imaginação
- 17.Vida nos anos noventa
- 18.Prometa tudo a ela
- 19.Lebre hoje,amanhã já era
- 20.O rei do futebol
- 21.Cinemaníacos
- 22.Foi você que pediu
- 23.O grande detetive
- 24.O despertar dos animais
- 25.Perninha e o Loborrível
- 26.Foi você que pediu 2
- 27.Europa em trinta minutos
- 28.O mundo maluco dos esportes
- 29.Dia chuvoso
- 30.Uma estrela do passado
- 31.Diversão de montão
- 32.Primavera em Acme City
- 33.Fenômenos psíquicos
- 34.O mundo selvagem de Felícia
- 35.Eram duas vezes...
- 36.Animaniacos
- 37.Opor-toon-idades de carreira
- 38.Histórias loucas da ciência
- 39.Dentro do Plucky Duck
- 40.a  bola de acme
- 41.Dating, Acme Acres Style
- 42.Dias de Looniversidade
- 43.O melhor dia do Plucky Duck
- 44.Herói Presuntinho
- 45.Histórias de Baleias
- 46.Ask Mr. Popular
- 47.Son On Looniversity Daze
- 48.quem é o Cara Mais Legal
- 49.Contos de Fadas para os Anos 90
- 50.O Plano Contra o Pernalonga
- 51.Musical Tiny Toons
- 52.Volta a Além da Falta de Imaginação
- 53.Compras do Lar pela TV
- 54.As Historinhas Mais Malucas Já Contadas
- 55.Dia de Atender as Cartas
- 56.O Mundo Maluco dos Esportes 2
- 57.solução para a Poluição
- 58.É Você Quem Pede Outra Vez
- 59.Os Coelhos Corajosos
- 60.Assim é a Sweetie
- 61.Dia do novo personagem
- 62.Aqui está o Presuntinho
- 63.Ninguém é uma Ilha
- 64.No Mundo da Televisão
- 65.No Velho Oeste

## Segunda temporada(13 episódios,1991-1992)
- 66.semana da assinatura
- 67.indo a lugares
- 68.isulando elefante
- 69.presuntinho selvagem
- 70.a hora dos jogos-toons
- 71.psiquicos toon
- 72.Tv á cabo ACME
- 73.Perninha e Lilica vão ao Hawai
- 74.Henny Youngman
- 75.disconexão de amor
- 76.Kon Ducki
- 77.Sepulveda Boulevard
- 78.tome felicia por favor

## Terceira temporada(20 episódios,1992-1993)
- 79.que show de TV e esse?
- 80.dia de classe nova
- 81.trote fox
- 82.o que faz toon tick
- 83.pulga para sua vida
- 84.O retorno de Batduck
- 85.os Toons toman fim
- 86.toons para crypta
- 87.Dois toms de cidade
- 88.o debito diretorial do perninha
- 89.conheçendo Washingtoon
- 90.Toon TV
- 91.o morto da vovó
- 92.Dia da música
- 93.o horror na festa de pijama da montanha
- 94.esportes shortidos
- 95.dia da semana e tanto gratis
- 96.a olhada no olho do gato
- 97.O melhor dia do Perninha
- 98.um especial de natal maravilhoso de tiny toons

## Episódio unaired
- 99.É tempo de Warner Bros
- 100.Tiny Toons o Musical

## Filme
- Férias animadas

## Especial
- 99(ESPECIAL).Spring Break Special
- 100(ESPECIAL).uma noite e tanto
- (Piloto). Plucky Duck: o retorno do batchduck